# ジョン・ドハーティ (フォーク・ミュージシャン)
ジョン・ドハーティ (John Doherty、1900年 - 1980年1月26日)は、アイルランドのフィドル奏者。

## 生涯
ジョン・ドハーティは1900年にドニゴール県アーダラ（Ardara）で生まれた。音楽演奏やブリキ職人（tinsmith）や馬の仲買人（Horse trading）などを家業とするアイリッシュ・トラヴェラーである。彼の生年はいくつかの出版物で間違って1895年として記録されているが、近年になって彼の出生証明が最初にアラン・エヴァンス（Alun Evans）教授によって、その後に研究者クイヴィーン・マッケイ（Caomhin MacAoidh）によって発見されたことで正しい年が特定された。
彼の父ミッキー・”モア”・ドハーティ（Mickey 'Mor' Doherty、モアはアイルランド語で「大きい」の意味）は、彼のたくさんの兄弟姉妹と同じくフィドル奏者だった。母メアリー・マッコネル（Mary McConnell）は歌手であり、その兄弟アレック（Alec）とミッキー（Mickey）はドニゴール南部でよく知られたミュージシャンだった。ミッキーとメアリーは9人の子供をもうけ、ジョンはその末っ子だった。1970年代のインタビューで彼は、「十代の頃は納屋で練習しなければならず、"ボニー・ケイト"（Bonny Kate）チューンを弾けるようになるまでは両親の仲間の集まりでフィドルを弾かせてもらえなかった」と語っている。彼はスコットランドのフィドル奏者ジェームズ・スコット・スキナーの録音を聴き、そのスタイルにも影響を受けているが、彼は祖先から受け継いだフィドルスタイルを守り続けていた。父と同じミッキーの名で呼ばれる彼の兄（Mickey Doherty、1891年-1967年）はやはりフィドル奏者である。兄ミッキーはアルバム "グラヴェル・ウォーク"（The Gravel Walks、1949年）に代表される録音を残している。
1940年代後半から1970年代にかけて、彼は民俗音楽収集家たちからの脚光を浴びた。 
1979年には、アレン・フェルドマン（Allen Feldman）とイーモン・オドハティー（Eamonn O'Doherty）の共著して、およそ3年に及ぶ現地でのインタビューと音楽収集の成果として、｢ザ・ノーザンフィドラー（The Northern Fiddler）｣が出版され、ジョン・ドハティを含むドニゴール県とティローン県の音楽の実態が明らかにされた。
"ザ・フローティング・ボウ"（The Floating Bow）はエヴァンス教授がアルダラ近郊のグレンコンウェル（Glenconwell）で1968年から1974年の間に行った録音を含む。 この一連の録音はおそらくドハーティのものとしては最も大規模なものであり、ドハーティのミュージシャンとしての頂点にいた時とも言われている。彼は、弓を反したりスラーをつけたりしたトリプレット、ロール、カット、ドローン、重音といった、たくさんの装飾音をつけて演奏した。しばしば彼はスコットランドのバグパイプの伝統の強い影響を受けて、フィドルをオープン・チューニング(スコルダトゥーラ)にしたり、あるいは旋律の音程より下の音を小指で押さえたままにすることで、バグパイプのドローンの音色を模倣した。アレックス・モナハン（Alex Monaghan）の雑誌 "ザ・リヴィング・トラディション"（The Living Tradition） 上の話によると、チーフタンズやアルタンのフィドルに強い影響を与えている。ドハーティは作家でもあり、 "ザ・フローティング・ボウ" のライナー・ノートでそのいくつかに触れることができる。
ドハーティは、必要な時には周囲からフィドルを借りられることを知っていたので、例えば "ハウス・ダンス" (house dances、ホームパーティーの1つ。家で行われる音楽パーティー)を訪れるときなどにフィドルを持参しないことが時々あった。 "ザ・フローティング・ボウ"は、エヴァンス教授から借りたフィドルでの演奏である。彼は一度、エラヒタス・チャンピオンシップ（Oireachtas Championships）での演奏のためにダブリンへ旅した。
彼は1945年にドニゴール南西部にあるティーリン（en:Teelin）への旅行中にアイルランド民俗学会（en:Irish Folklore Commission）の手によって初めてレコーディングを行い、後の1953年にはベルファストでBBC (ピーター・ケネディ（Peter Kennedy）)によるレコーディングを行っている。1953年に行われたこれらのレコーディングのうち10トラックが "Traditional Dance Music of Ireland" としてリリースされた。ケネディの録音は後にフォークトラックス（Folktrax）レーベルから3巻に分けてリリースされており、1巻目は"ペドラーズ・パック" (Pedlar's Pack、1964年)である。これらの録音は、現在著作権を保有しているトピック・レコード（en:Topic Records）から入手できる。フィドル奏者パディ・グラッキンは1965年に初めてジョンと会い、強い影響を受けている。
ドニゴール県のバリーシャノン（Ballyshannon）にあるバリーシャノン・ロック病院（Ballyshannon Rock Hospital）で死去した。

## ディスコグラフィー
フォークトラックス（Folktrax Label）
- ペドラーズ・パック (Pedlar's Pack、1964年)
- The Star of Donegal (1964年)
- The Fiddler and the Fairy (1964年、兄ミッキー・ドハーティとの共演)
- The Sailor on the Rock (1964年、兄サイモン・ドハーティ（Simon Doherty）との共演)

CCÉ
- Johnny Doherty (1974年)

ゲール・リン（en:Gael Linn）
- Taisce – The Celebrated Recordings (1978年)

トピック（en:Topic Records）
- Bundle and Go (1977年録音/1980年リリース)
- Songs of Seduction (1961年、様々なミュージシャンによるオムニバス)
- Jack of all Trades (1961年、様々なミュージシャンによるオムニバス)

クラダ（en:Claddagh Records）
- ザ・フローティング・ボウ(The Floating Bow、1968年–74年録音/1996年リリース)

RTÉ
- The Donegal Fiddle (1990年代? 、様々なミュージシャンによるオムニバス)

名前はJohnではなくJohnny Dohertyと表記されている。
Saydisc
- Traditional Dance music of Ireland (1997年、様々なミュージシャンによるオムニバス)

## 書籍
- Mac Aoidh, Caoimhín (1994). Between the Jigs and the Reels. ISBN 1873437080